# Dianella rara
Dianella rara är en grästrädsväxtart som beskrevs av Robert Brown. Dianella rara ingår i släktet Dianella och familjen grästrädsväxter. Inga underarter finns listade i Catalogue of Life.